# Озеро Цзінбо (Титан)

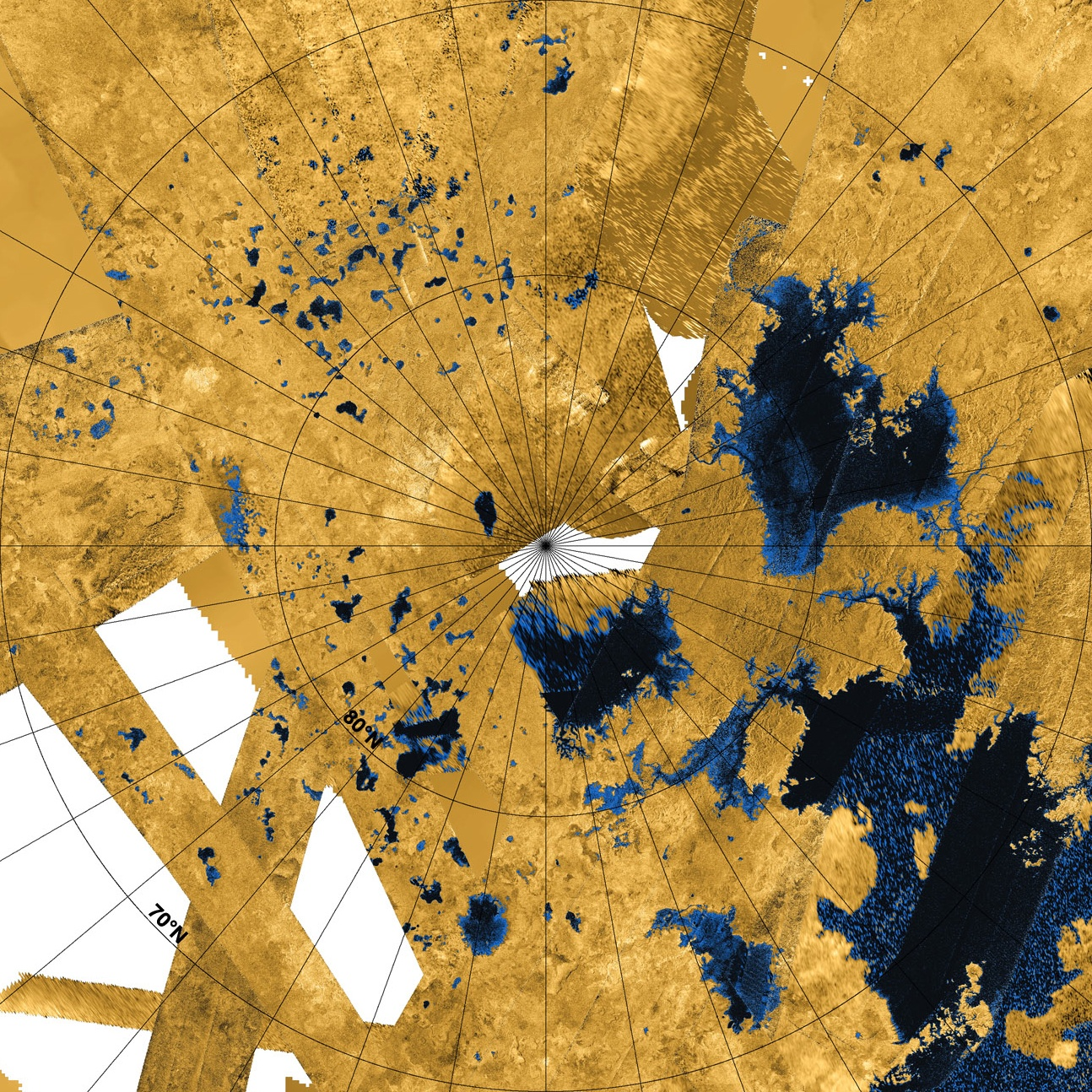
Озеро на радіокарті північної полярної області Титана (псевдоцвіту)

Цзінбо (англ. Jingpo Lacus) — вуглеводневе озеро на півночі півкулі Титана, найбільшого місяця Сатурна, відоме як Цзинпоху на честь земного озера в Китаї. Координати центру озера становлять 73° пн. ш. 24° сх. д. Ця назва була офіційно затверджена Міжнародним астрономічним союзом 29 березня 2010 року.
Озеро Цзінбо на Титані має довжину близько 240 км, ширина його становить приблизно 70 км, а площа — 20 800 км2. Порівняно з озером Онтаріо на Землі, довжина Цзінбо більша на 5 км, але менша за розмірами відносно Землі Онезького озера. Озеро Цзінбо є найбільшим резервуаром рідкої речовини на Титані після морів Кракена, Лігеї та Пунги.
Як і решта озер Титана, складається з рідких вуглеводнів (в основному з метану, етану і пропану).
8 липня 2009 року космічний апарат «Кассіні — Гюйгенс» зафіксував відображення сонячного випромінювання від поверхні озера на Титані в інфрачервоному діапазоні з довжинами хвиль близько 5 мкм. Це дало можливість підтвердити наявність великих обсягів рідини в північній полярній області Титана. Тому це озеро було назване на честь китайського озера Цзинпоху, що означає «Дзеркальне озеро», хоча зазвичай озерам на Титані дають назви земних озер на підставі подібності форми. Дослідження також показало, що нахил поверхні хвиль в озері не перевищує 0,15° (що на два порядки менше, ніж у земних океанах), можливо, навіть 0,05°, на основі інтенсивності відбитого випромінювання. Подібні відображення були виявлені і від інших озер і морів на Титані, що дозволило зібрати дані про пропорцію метану і етану, показник заломлення, характеристики хвиль в озерах, а також про спектр пропускання атмосфери супутника.

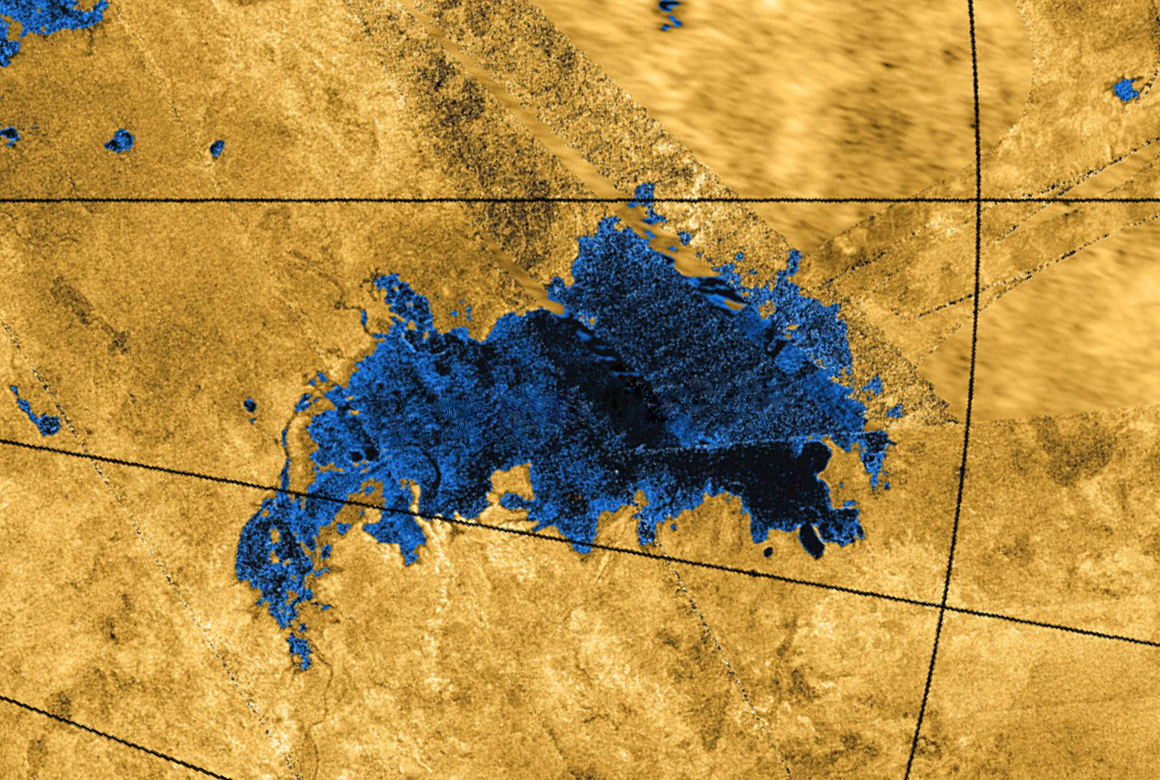
Зображення, засноване на зондуванні радіолокації апаратом «Кассіні — Гюйгенс» (псевдоцвіту)
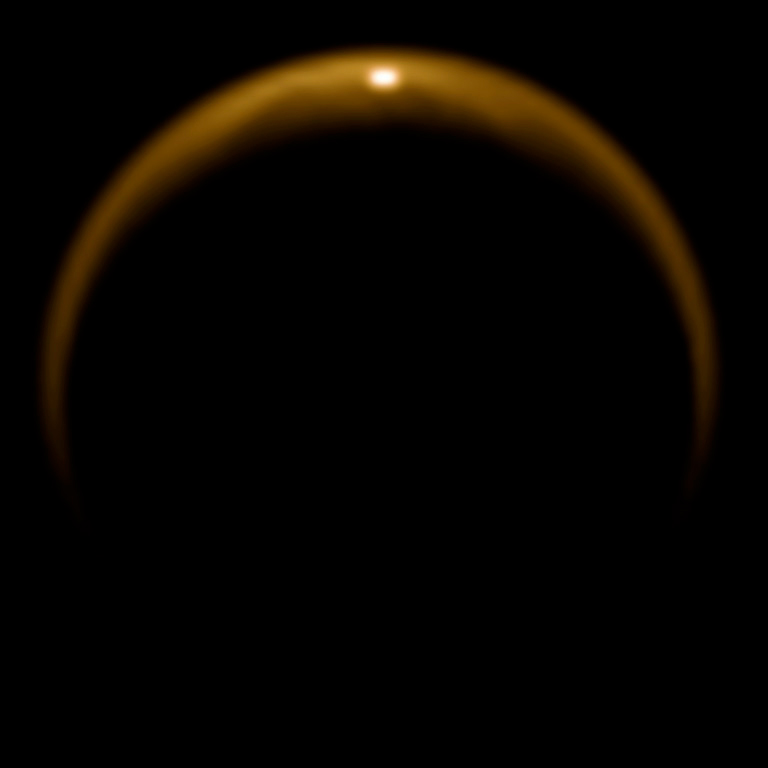
Відблиск на поверхні озера (знімок «Кассіні — Гюйгенс» на довжині хвилі 5 мкм, 8 липня 2009)